# BitMEX
BitMEX是一种加密货币衍生品交易所，提供比特币、以太坊和其他加密货币的期货、期权和永续合约交易。它成立于 2017 年，总部位于美国，是全球最大的加密货币衍生品交易所之一。
BitMEX 提供一个 24 小时连续交易的市场，允许投资者通过期货、期权和永续合约进行交易。交易所提供多种交易对，包括比特币、以太坊、莱特币、瑞波币等，同时也提供各种期限的期货合约和期权合约。
BitMEX 总部位于美国，因此不受日本或中国等国家和地区的监管。在美国，交易所受到 NFA 和 DFS 的监管，要求所有客户资金都受到保护，并实行严格的合规要求。
BitMEX 的主要竞争对手包括 Binance、Bybit、MEXC 等加密货币衍生品交易所。